# Léxico del esperanto
El léxico del esperanto fue originalmente definido en el libro La lingvo internacia, publicado por Ludwik Zamenhof en 1887. Contenía unas 900 raíces de palabras; sin embargo, las reglas del idioma le permitieron a sus hablantes tomar prestadas las palabras necesarias con la recomendación de que fueran las palabras más reconocidas a nivel internacional, y de que fuera tomada prestada una palabra básica y de ella se derivaran las demás. En 1894, Zamenhof publicó el primer diccionario de esperanto titulado Universala Vortaro, el cual fue escrito en cinco lenguas y suministró un amplio grupo de raíces.
Desde entonces muchas palabras han sido tomadas de otras lenguas, primariamente, pero no solamente, de lenguas europeas occidentales. En décadas recientes la mayoría de los nuevos préstamos han sido tomados de términos técnicos o científicos. Hay frecuentes debates entre los hablantes de esperanto sobre si los nuevos préstamos se justifican o si la necesidad de un término puede solucionarse por derivación de palabras ya existentes.

## Orígenes
El esperanto ocupa un punto medio entre las lenguas planificadas como la interlingua, que toma palabras en masa de lenguas europeas con una pequeña derivación interna, y lenguas como solresol, en la cual las palabras no tienen una conexión histórica con otros idiomas. En esperanto, las raíces son préstamos y retienen mucho de su forma original en la lengua que sirve de fuente. Sin embargo, esas raíces pueden tomar múltiples formas que pueden tener poco parecido con la palabra originaria en la lengua fuente, por ejemplo, registaro (gobierno) que deriva de la raíz latina reg (gobernar).

## Formación de palabras
Una de las formas que utilizó Zamenhof para hacer el aprendizaje del esperanto más fácil que las lenguas nacionales o étnicas fue crear una morfología derivacional altamente regular y productiva. A través de un uso juicioso de afijos (prefijos y sufijos), el núcleo de vocabulario necesario para la comunicación se redujo grandemente, haciendo del esperanto una lengua más aglutinante que la mayoría de las lenguas europeas.  
Sin embargo, muchas palabras técnicas tomadas del griego y el latín, consideradas "internacionales" por la mayoría de las personas que hablan lenguas europeas, son tomadas en masa por el esperanto aunque no sean realmente internacionales. Muchos asiáticos consideran que esto es una carga onerosa e innecesaria para la memoria cuando consideran que es más fácil derivar palabras internamente.  Esto ocurre en otras lenguas, por ejemplo, en castellano (metamorfosis vs transformación), en alemán (Ornithologie vs Vogelkunde para ornitología), en japonés (beesubooru frente a yakyuu para béisbol). Sin embargo, mientras el debate en las lenguas nacionales es motivado por la identidad cultural y otras razones, en esperanto los debates giran principalmente en torno a hacer la lengua más práctica y accesible.

### Sufijos
Uno de los afijos derivacionales más útiles para los principiantes es el prefijo mal-, que se usa para formar antónimos: bela (bello, bonito), malbela (feo); ami (amar), malami (odiar).  No obstante, excepto en bromas este prefijo no es usado cuando existe un antónimo en el vocabulario básico: suda (sur) no "malnorda" de "norte".  
La creación de nuevas palabras a través del uso gramatical de sufijos, tal como nura (simple) de nur (solo, solamente) aparece en el artículo Gramática del esperanto.  Lo que sigue es una lista de los mayores afijos.  Cuando una raíz recibe más de un afijo, el orden importa. Los afijos externos modifican a los internos.  
Lista de sufijos:
| -aĉ-       | peyorativo (expresa pobre opinión de un objeto o acción)                                              | skribaĉi (garabatear, de 'escribir'); veteraĉo (mal clima); domaĉo (casucha); aĉ! (¡aj!) |
| -adi, -ado | frecuente, repetido, o acción continua; como un nombre, una acción o proceso                          | kuradi (mantenerse corriendo); parolado (un diálogo); adi (seguir, continuar) |
| -aĵo       | una manifestación concreta; (con una raíz de nombre) un producto                                      | manĝaĵo (comida, para 'comer'); aĵo (una cosa); fruktaĵo (un producto de fruta) |
| -ano       | un miembro, seguidor, participante, habitante                                                         | kristano (un cristiano); marksano (un marxista); usonano (un estadounidense) [cf. amerikano (un americano (del continente)]; ano (un miembro)                                                   |
| -aro       | un grupo colectivo                                                                                    | arbaro (bosque, de 'árbol'); vortaro (diccionario, de 'palabra'); homaro (humanidad, de 'humano'); ŝafaro (rebaño de ovejas); aro (rebaño, grupo)                                               |
| -ĉjo       | masculino; la raíz es truncada                                                                        | paĉjo (papi); fraĉjo (como el inglés bro) |
| -ebla      | posible                                                                                               | kredebla (creíble); videbla (visible); eble (posible) |
| -eco       | una cualidad abstracta                                                                                | amikeco (amistad); boneco (bondad); |
| -eg-       | aumentativo; a veces con connotaciones peyorativas cuando es usado con personas                       | domego (mansión); virego (gigante); librego (tomo); ega (ísimo) |
| -ejo       | un lugar descrito por la raíz (no usado para topónimos)                                               | lernejo (escuela, de 'aprender'), vendejo (tienda, de 'vender'), juĝejo (una corte, de 'juzgar'), kuirejo (cocina, de 'cocinar'), senakvejo (desierto, de 'sin agua'); ejo (el lugar apropiado) |
| -ema       | tendencia                                                                                             | ludema (juguetón), parolema (hablador); emo (inclinación) |
| -enda      | mandatorio                                                                                            | pagenda (pagadero, por pagar) |
| -ero       | la parte más pequeña                                                                                  | fajrero (chispa, de 'fuego'); neĝero (copo de nieve, de 'nieve'), ero (miga, migaja, etc.) |
| -estro     | líder, jefe                                                                                           | lernejestro (director escolar); urbestro (alcalde, de 'ciudad'); centestro (centurión, de 'cien')                                                                                               |
| -et-       | diminutivo; a veces con connotaciones afectivas cuando va dirigido a personas                         | dometo (cabaña); libreto (folleto); varmeta (tibio); rideti (sonreír); ete (ligeramente) |
| -io        | nombre de país después de una característica geográfica y ahora étnica                                | Meksikio (México, de Meksiko 'Ciudad de México'); Niĝerio (Nigeria, de Niĝero 'el río Níger'); patrio (patria, de 'padre') [no puede ser usada como una raíz io,]                               |
| -ido       | descendencia, descendiente                                                                            | katido (gatito); reĝido (príncipe, de 'rey'); ido (cría etc.) |
| -igi       | hacer, causar (verbo transitivo)                                                                      | mortigi (matar, de 'muerte'); purigi (limpiar); igi (causar) |
| -iĝi       | volverse (verbo intransitivo)                                                                         | amuziĝi (disfrutar uno mismo); naskiĝi (nacer); iĝi (volverse, hacerse) |
| -ilo       | un instrumento                                                                                        | ludilo (juguete); tranĉilo (cuchillo, de 'cortar'); helpilo (remedio, de 'ayuda'); ilo (una herramienta)                                                                                        |
| -ino       | femenino                                                                                              | bovino (vaca); patrino (madre); ino (una fémina) |
| -inda      | digno de                                                                                              | memorinda (memorable); kredinda (creíble, fidedigno); inda (digno) |
| -ingo      | agarradera                                                                                            | glavingo (sable); kandelingo (candelabro) |
| -ismo      | doctrina, sistema                                                                                     | komunismo (comunismo); kristanismo (cristianismo); ismo (un ismo) |
| -isto      | person professionalmente ocupada con una idea o actividad                                             | instruisto (maestro); dentisto (dentista);komunisto (comunista) |
| -njo       | femenino; la raíz es truncada                                                                         | Jonjo (Juanita); panjo (mamá); anjo (abuelita) |
| -obla      | múltiple                                                                                              | duobla (doble); trioble (triple); oble (más que una vez) |
| -ono       | fracción                                                                                              | duona (mitad [de]); ono (fracción) |
| -ope       | numeral colectivo                                                                                     | duope (de dos en dos); gutope (gota a gota);arope (en grupos) |
| -ujo       | un contenedor, país (antes cuando se refería a entidad política), un árbol de cierta fruta (arcaísmo) | monujo (monedero); Anglujo (Inglaterra [Anglio en uso actual]); Kurdujo (Kurdistán); pomujo (manzanero [ahora pomarbo]); ujo (un contenedor)                                                    |
| -ulo       | una persona caracterizada por la raíz                                                                 | junulo (joven); sanktulo (santo); ulo (compañero) |
| -um-       | no definido, usado con moderación                                                                     | kolumo (collar); krucumi (crucificar); malvarmumo (resfriado); plenumi (llenar); brakumi (abrazar); dekstrume (en sentido de las manecillas del reloj)                                          |

### Prefijos
| bo-  | relación al matrimonio,           | bopatro (suegro); bopatrino (suegra)                                                                                      |
| dis- | separación, dispersión            | dissendi (distribuir); disatomi (dividir por fisión atómica)                                                              |
| ek-  | comienzo, acción momentánea       | ekbrili (parpadear); ekami (caer enamorado); ekkrii (ponerse a gritar)                                                    |
| eks- | similar al prefijo ex- en español | eksedzo (exmarido); Eks-estro! (exlíder)                                                                                  |
| fi-  | vergonzoso, asqueroso             | fimensa (falta de mentalidad); fivorto (palabra profana)                                                                  |
| ge-  | ambos sexos                       | gepatroj (padres); gesinjoroj (damas y caballeros); la geZamenhofoj (los Zamenhof); gelernejo (una escuela coeducacional) |
| mal- | antónimo                          | malgranda (pequeño); malriĉa (pobre)                                                                                      |
| mis- | incorrectamente, mal              | misloki (extraviar); misakuzi (acusar equivocadamente)                                                                    |
| pra- | primordial, proto-                | prapatro (antepasado); prabesto (animal prehistórico)                                                                     |
| re-  | otra vez, volver                  | resendi (reenviar); rekonstrui (reconstruir); reaboni (renovar suscripción)                                               |

Existen también afijos no listados aquí: afijos técnicos, así como la familia del sufijo biológico -edo; unos pocos tomados del ido como -oza (lleno de) visto en montoza (montañoso). Existe también un sufijo no oficial para el sexo masculino -iĉ- , porque se puede pensar que es sexista tener la forma femenina a partir de una forma masculina. Por ejemplo, viro significa un hombre de sexo indefinido, virino significa una mujer (ser humano de sexo femenino), y viriĉo significa un hombre (ser humano de sexo masculino). También existe el sufijo no oficial -ip- para los no-binarios.

## Diccionarios
El Plena ilustrita vortaro de esperanto (PIV) es un diccionario monolingüe del idioma esperanto generalmente considerado el estándar a pesar de las críticas. El más antiguo Plena Vortaro de Esperanto, publicado originalmente en 1930 y extensamente revisado en 1953, es todavía ampliamente utilizado, aunque menos amplio que el PIV es mucho más barato y portátil. La Etimología vortaro de Esperanto (cinco volúmenes, de 1989 a 2001) brinda la etimología de las raíces de la lengua junto a comparaciones de palabras equivalentes en otras cuatro lenguas planificadas.
- Datos: Q599108